# Хрестові походи. Темна реліквія
«Хрестові походи. Темна реліквія» (англ. Dark Relic) — фентезійний телевізійний фільм жахів 2010 року режисера Лоренцо Сени з Джеймсом Фрейном у головній ролі. Загалом фільм був погано сприйнятий.

## Сюжет
У 1099 році на горі Гермон на північ від Єрусалиму сер Грегорі, англійський лицар, знаходить стародавню реліквію після тривалого першого хрестового походу — частинку животворного Хреста, на якому був розп'ятий Ісус. Потім він і його група лицарів везуть реліквію до Риму за винагороду. Назад до Риму вони подорожують на кораблі.
Їхні судна потрапляють у шторм, і весь екіпаж зносить за борт, корабель збиває з курсу та викидає до узбережжя. Лицарі покидають корабель і прямують углиб країни. Вони зустрічають мирних жителів, яких захищає невелика група їхніх союзників турків. Лицарі перемагають місцевих у бою, а двоє турків, Хасан і Сафа, приєднуються до їхньої групи разом із цивільними особами, одну з яких звуть Ребекка. Турки рекомендують обрати інший шлях до Риму суходолом, а не морем.
Мандрівники розбивають табір на ніч, і на одного з лицарів нападає надприродний диявол і лицар зникає. Наранок знаходять лицаря повішеним на дереві. Монах Джордж із групи мирних жителів припускає, що це справа рук диявола, який хоче знищити реліквію. Потім з неба падають сотні мертвих ворон, поранивши одного з лицарів.
Роберт, один із лицарів, відкриває скриню, в якій знаходиться реліквія, оскільки він зачарований нею. Але як тільки він відкриває її, на подорожніх нападає група диких вовків, і ще один з них гине. Роберт обрізається реліквією, і його рана швидко викликає інфекцію та, як наслідок, стається гарячка.
Подорожуючі далі знаходять ферму, де на них нападає сарана, лицарям вдається забарикадуватися всередині, однак деякі з турків гинуть. Тепер Грегорі починає вірити в гіпотезу про те, що диявол намагається вбити їх і знищити реліквію.
Лицарі прибувають до монастиря, де Роберт може відпочити та одужати від гарячки. Григорій показує реліквію ігумену, який оголошує її справжньою реліквією. Він повідомляє їм, що напис на реліквії є прокляттям, яке притягує до них зло. Ченці в монастирі заражені прокляттям нападають на лицарів, кусають і дряпають їх. Турки втручаються і допомагають лицарям убити монахів. Грегорі намагається знищити реліквію, однак на неї нічого не впливає, що він з нею робить. Тепер Грегорі та Хасан вирішують, що їм потрібно повернутися до Святої Землі, де зло реліквії може бути стримано.
У Роберта знову відновлюється гарячка, що призводить його до божевілля. У такому стані він нападає на одного з мирних жителів, перш ніж впасти. Лицарі будують носилки, щоб нести його. Вони подорожують вночі, коли на них нападає літаючий диявол, схожий на чудовисько. Монах Джордж читає Біблію, щоб зупинити його, але воно дихає вогнем та вбиває монаха. Хасан стріляє в диявола священною стрілою, яка відганяє нападника. Грегорі ховає реліквію, сподіваючись втекти, щоб потім повернутися з військом та вбити диявола.
Вночі Роберт перетворюється на демона, відрощуючи щупальця і нападаючи на Пола. Грегорі штовхає Роберта з краю скелі. Під час подорожі наступного дня реліквія виринає з-під землі перед ними, викликаючи лавину, яка вбиває Пола. Ребекка бере реліквію, вирішивши, що оскільки вона переслідує їх, вони повинні її забрати.
Далі подорожуючі натрапляють на зруйноване місто. Вони знаходять єдиного вцілілого, який каже їм, що все це справа рук диявола. Інший лицар заражений дияволом, несподівано атакує, вбиваючи містянина, Хасана та Сафу, перш ніж Грегорі вбиває його. Тепер єдині, хто вижив, Грегорі та Ребекка рухаються далі, щоб убити диявола.
Диявол нападає на них вночі й Грегорі вступає у поєдинок з дияволом. Ребекка пускає в нього стріли з арбалета, але вони не мають ефекту. Потім Грегорі використовує реліквію, проколюючи нею диявола. Релігійний ефект реліквії змушує диявола вибухнути, вбиваючи його та знищуючи реліквію.

## У ролях
- Джеймс Фрейн — сер Грегорі
- Клеменсі Бертон-Хілл — Ребекка
- Том Басден — Роберт
- Алій Хан — Хасан
- Марія Каран — Сафа
- Семюел Вест — брат Джордж
- Крістіан Кук — Пол
- Атанас Сребрєв — Артур

## Реакція
Експерти Dreadcentral поставили фільму два з половиною з 5 балів, на Horror Asylum оцінили фільм 3 з 5 балів, Horrortalk поставив фільму 2 з 10, Letterboxd поставив фільму половину зірки з 5, у Radio Times виставили фільму 2 з 5. Журнал Starburst поставив фільму 5 з 10.